# Joseph Levin Saalschütz
Joseph Levin Saalschütz est un archéologue et historien prussien, né le 15 mars 1801 à Königsberg et mort le 23 août 1863 dans la même ville.

## Biographie
Il est d'abord professeur de religion et prédicateur à Vienne et rabbin à Königsberg. En 1824, il devient le premier Juif à obtenir un Dr. phil à Albertina. Il est privat-docent en archéologie hébraïque à l'université de Königsberg à partir de 1847.
Au cours de sa vie, il rédige de nombreux articles et ouvrages sur l'histoire de la culture et l'histoire générale, notamment de l'Israël antique. Il contribue à l'Allgemeine Zeitung des Judentums dans les premières années du journal.